# Kochowo
Kochowo – wieś w Polsce położona na wschodnim skraju Jeziora Powidzkiego w województwie wielkopolskim, w powiecie słupeckim, w gminie Słupca.
| SIMC    | Nazwa           | Rodzaj    |
| ------- | --------------- | --------- |
| 0294817 | Kochowo-Parcele | część wsi |
| 1008430 | Zdroje          | część wsi |

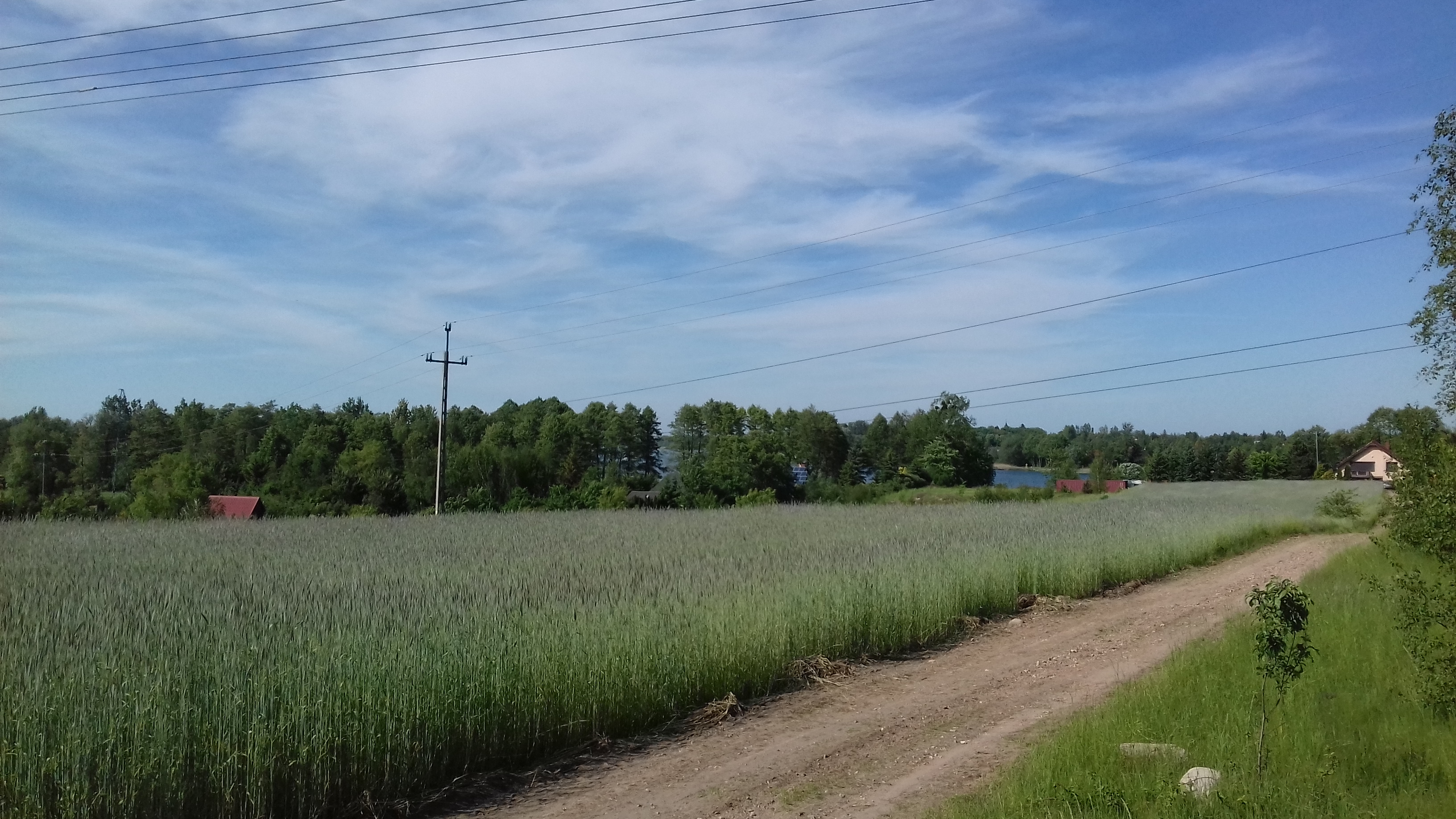
Widok z Kochowa na południową część Jeziora Powidzkiego

W latach 1975–1998 miejscowość administracyjnie należała do województwa konińskiego.
We wsi przed II wojną światową mieszkało wiele rodzin niemieckich. Stąd pozostałości ewangelickiego cmentarza z I połowie XX wieku.
Ze względu na atrakcyjne położenie przy Jeziorze Powidzkim, w pobliżu lasów oraz na łatwy dojazd (15 km od węzła Słupca na autostradzie A2) działa tu wiele gospodarstw agroturystycznych.
W pobliżu Stadnina koni w Mieczownicy.